# Giải cờ vua Sigeman & Co
Giải cờ vua Sigeman & Co (tên hiện tại: Giải cờ vua TePe Sigeman & Co) là một giải đấu cờ vua thường niên diễn ra tại Malmö, Thụy Điển từ 1993 đến nay.

## Lịch sử
Giải đấu do Johan Sigeman và công ty luật Sigeman & Co của ông tài trợ, bắt đầu hàng năm từ 1993. Giải tiến hành liên tục từ 1993 đến 2014. Do khó khăn về tài chính nên giải không được tổ chức trong hai năm 2015 và 2016. Đến năm 2017, giải có nhà tài trợ mới là TePe và tiếp tục diễn ra, với tên gọi TePe Sigeman & Co. Giải năm 2020 bị hủy vì dịch COVID-19.

## Thể thức
Đây là một giải mời các kỳ thủ hàng đầu của Thụy Điển cùng các kỳ thủ nước ngoài. Số lượng kỳ thủ dao động từ bốn đến mười người tùy theo từng năm, thi đấu theo thể thức vòng tròn một lượt (hoặc hai lượt với giải bốn người).

## Kỳ thủ tham dự
Dù không phải là một giải cờ vua hàng đầu nhưng giải cũng đã mời được nhiều kỳ thủ nổi tiếng tham dự. Các vua cờ từng tham dự giải đấu là Vasily Smyslov (năm 1997), Boris Spassky (1998), Magnus Carlsen (2004) và Anatoly Karpov (2021). Những kỳ thủ khác là nhà thách đấu ngôi vua cờ từng chơi ở Sigeman & Co có: Korchnoi, Short, Timman, Leko, Gelfand, Caruana.

## Danh sách các nhà vô địch
Giải đấu thường không sử dụng hệ số phụ hoặc các trận playoff để xác định nhà vô địch nếu có nhiều kỳ thủ bằng điểm, vì vậy trong bảng dưới đây liệt kê tất cả các kỳ thủ đồng điểm hạng nhất nếu có.
| Năm | Năm  | (Các) nhà vô địch                           | Số kỳ thủ |
| --- | ---- | ------------------------------------------- | --------- |
| 1   | 1993 | Ferdinand Hellers                           | 10        |
| 2   | 1994 | Ferdinand Hellers Curt Hansen               | 10        |
| 3   | 1995 | Ivan Sokolov                                | 10        |
| 4   | 1996 | Viktor Korchnoi                             | 10        |
| 5   | 1997 | Ferdinand Hellers                           | 10        |
| 6   | 1998 | Joël Lautier Igor Miladinović               | 10        |
| 7   | 1999 | Boris Gelfand                               | 10        |
| 8   | 2000 | Judit Polgar                                | 4         |
| 9   | 2001 | Boris Gulko Jan Timman                      | 10        |
| 10  | 2002 | Nigel Short                                 | 10        |
| 11  | 2003 | Vassily Ivanchuk                            | 10        |
| 12  | 2004 | Peter Heine Nielsen Curt Hansen             | 10        |
| 13  | 2005 | Jan Timman Krishnan Sasikiran               | 10        |
| 14  | 2006 | Jan Timman                                  | 10        |
| 15  | 2007 | Ivan Cheparinov                             | 10        |
| 16  | 2008 | Tiger Hillarp Persson                       | 10        |
| 17  | 2009 | Nigel Short                                 | 6         |
| 18  | 2010 | Anish Giri                                  | 6         |
| 19  | 2011 | Anish Giri Wesley So Hans Tikkanen          | 6         |
| 20  | 2012 | Fabiano Caruana                             | 8         |
| 21  | 2013 | Nigel Short Richárd Rapport Nils Grandelius | 8         |
| 22  | 2014 | Laurent Fressinet                           | 6         |
| 23  | 2017 | Nils Grandelius Baadur Jobava               | 6         |
| 24  | 2018 | Nils Grandelius Vidit Santosh Gujrathi      | 6         |
| 25  | 2019 | Gawain Jones                                | 8         |
| 26  | 2021 | chưa xác định                               | 8         |